# マルクス・リューフェル
マルクス・リューフェル（Markus Ryffel、1955年2月5日 - ）は、スイスの陸上競技選手。1970年代から1980年代にかけて活躍した長距離選手で、1984年ロサンゼルスオリンピックの銀メダリストである。ベルン出身。

## 経歴
リューフェルは、1976年モントリオールオリンピックの5000mに出場しているが、予選第3組で完走した11人中最下位で予選落ちした。しかし、翌年のヨーロッパ室内の3000mでは3位となり、さらに翌1978年のヨーロッパ選手権の5000mでは、イタリアのヴェナンツィオ・オルティスに次いで銀メダルを獲得。同年のスイスのスポーツマンオブザイヤーを受賞した。
1980年モスクワオリンピックの5000mでは、5位と惜しくもメダルに手が届かなかったものの、1984年ロサンゼルスオリンピックでは、13分07秒54の自己ベストで、モロッコのサイド・アウィータに次いで銀メダルを獲得した。
リューフェルは、このほかに1978年、1979年のヨーロッパ室内の3000mを連覇、1979年のワールドカップの5000mでも3位に入っている。スイス国内では、19度国内選手権を制し、現在でも3000mと5000mのスイス記録を保持している。
リューフェルは、引退後はベルンでスポーツクラブを開業。また、兄弟とともにスポーツショップも開業した。

## 自己ベスト
- 3000m - 7分41秒00 (1979年)
- 5000m - 13分07秒54 (1984年)
- 10000m - 27分54秒29 (1985年)

## 主な実績
| 年   | 大会                             | 場所                           | 種目   | 結果      | 記録       |
| ---- | -------------------------------- | ------------------------------ | ------ | --------- | ---------- |
| 1976 | オリンピック                     | モントリオール(カナダ)         | 5000m  | 11位（q） | 13分46秒07 |
| 1977 | ヨーロッパ室内陸上競技選手権大会 | サン・セバスティアン(スペイン) | 3000m  | 3位       | 8分00秒3   |
| 1978 | ヨーロッパ室内陸上競技選手権大会 | ミラノ(イタリア)               | 3000m  | 1位       | 7分49秒5   |
| 1978 | ヨーロッパ陸上競技選手権大会     | プラハ(チェコスロバキア)       | 5000m  | 2位       | 13分28秒6  |
| 1979 | ヨーロッパ室内陸上競技選手権大会 | ウィーン(オーストリア)         | 3000m  | 1位       | 7分44秒43  |
| 1979 | IAAF陸上ワールドカップ           | モントリオール(カナダ)         | 5000m  | 3位       | 13分38秒6  |
| 1980 | オリンピック                     | モスクワ(ソビエト連邦)         | 5000m  | 5位       | 13分23秒1  |
| 1980 | オリンピック                     | モスクワ(ソビエト連邦)         | 10000m | -（q）    | DNS        |
| 1983 | 世界陸上競技選手権大会           | ヘルシンキ(フィンランド)       | 5000m  | 12位      | 13分39秒98 |
| 1983 | 世界陸上競技選手権大会           | ヘルシンキ(フィンランド)       | 10000m | -（q）    | DNF        |
| 1984 | ヨーロッパ室内陸上競技選手権大会 | イェーテボリ(スウェーデン)     | 3000m  | 2位       | 7分53秒61  |
| 1984 | オリンピック                     | ロサンゼルス(アメリカ合衆国)   | 5000m  | 2位       | 13分07秒54 |
| 1987 | 世界陸上競技選手権大会           | ローマ(イタリア)               | 5000m  | 9位（q）  | 13分33秒07 |
| 1987 | 世界陸上競技選手権大会           | ローマ(イタリア)               | 10000m | 17位      | 28分34秒58 |

- qは予選